# 6. санска лака пјешадијска бригада
Шеста санска лака пешадијска бригада је била пјешадијска јединица Војске Републике Српске, у саставу Првог крајишког корпуса. Током одбрамбено-отаџбинског рата, ова бригада је дејствовала на готово свим најважнијим ратиштима, од Крајине па све до источне Босне. Током рата погинуло је 359 бораца бригаде, а рањено је 1.325 бораца, од којих 332 теже.

## Састав
Бригада је по формацији била лака пешадијска, што је значило да се њена моћ огледала у пешадијским јединицама и минобацачким батеријама. По избијању рата у Босни, бројно стање бригаде је вишеструко превазилазило формацијске норме, јер су у бригаду мобилисани готово сви војни обавезници српске националности општине Сански Мост; тако је бригада до јесени 1992. године имала чак једанаест пешадијских батаљона, али са изразито неповољном старосном структуром. На инсистирање команде бригаде, команда Првог крајишког корпуса одобрава преустрој јединице у септембру 1992. године. Бригада тада (и до краја рата) има следећи састав:
| - Команда бригаде - Команда стана - Вод (чета) везе - Вод војне полиције - Извиђачки вод - Ударна чета (од 1994) - Инжињеријски вод (чета) - Одјељење АБХО | - Командант артиљерије Миле Рајлић - Минобацачка батерија 120мм - Батерија ЛРБ 128мм - Батерија вођених противоклопних ракета - Батерија топова Б-1 | - 1. Пб (пешадијски батаљон) – командант Тодоровић Дамјан - 2. Пб - командант Милојевић Мијат - 3. Пб – командант Лукић Слободан - 4. Пб – командант Чуковић Остоја - 5. Пб – командант Шућур Недељко - 6. Пб – командант Праштало Мирко |

Команду батаљона су чинили помоћник команданта за позадину, за морал, религијска и правна питања, као и помоћник за безбедност (обављао и обавештајне послове).

## Ратни пут

### 1991.
Избијањем рата у Хрватској у јесен 1991. године, Шеста санска лака пешадијска бригада (тада Шеста партизанска бригада) је након мобилизације послата у Западну Славонију, у октобру 1991. године. Бригада заједно са другим јединицама Бањалучког корпуса улази у Јасеновац 8.10.1991. године. Након домобилизације, бригада остаје у Западној Славонији до маја 1992. године.

### 1992.
Током маја и јуна 1992. године, маневарске јединице бригаде (вод „Црни Ђорђе“, вод војне полиције, извиђачка чета, и добровољци из пешадијских батаљона) учествују у преузимању власти у општинама Сански Мост, Кључ, Босанска Крупа и Приједор, те осигуравању војног материјала у општини Бихаћ. За потребе операције Коридор 92, команда бригаде оснива маневарски батаљон „Црни Ђорђе“ јачине 702 борца, који у склопу Тактичке групе 1 ослобађа Модричу и Оџак. Недуго потом, бригада формира један мешовити батаљон и упућује га у зону одговорности Тактичке групе 4, која држи Градачац у полуокружењу. У августу 1992. године се формира још један мешовити батаљон са задатком да помогне одбрану планине Влашић.

### 1993. и 1994.
Почетком 1993. године, два батаљона Шесте санске бригаде учествују у одбрани Братунца, у склопу операције Церска 93. У јесен 1994. године, један батаљон бригаде учествује у операцији Бреза 94, да би месец дана после, већи део бригаде учествовао у операцији Штит 94. Због недостатка људства у 2.крајишком. (дрварском)корпусу, један батаљон бригаде је мање-више трајно прикључен 3.петровачкој лакој пешадијској бригади.

### 1995.
Најтеже тренутке бригада је имала у другој половини 1995. године. Мада се после операције Хрватске војске "Олуја" свуда осећала угроженост матичне општине бригаде, бригада је послата у пуном саставу у тај рејон тек након слома Дрварског корпуса у здруженој хрватско-муслиманској операцији Маестрал, то јест 15. септембра. Бригада, у оквиру операције Вагањ, заједно са другим јединицама ВРС, у први мах успешно одбацује јединице 5. и 7. корпуса АРБиХ. Налет је, међутим, заустављен 6. октобра када се 16. крајишка бригада по наредби Главног штаба враћа на добојско ратиште, које је после АРБиХ операције „Ураган“ пало у тежак положај. Два дана после, хрватске снаге у операцији Јужни потез освајају Мркоњић град, због чега све ВРС јединице (посебно 65. заштитни пук) северозападно од града падају у тежак положај. Након тога, у операцији Сана 95, јединице АРБиХ улазе у Сански Мост 10. октобра. Наиме, упркос жилавом отпору 43. приједорске, 5. козарске и 6. санске бригаде, већи део преосталих јединица Дрварског корпуса због губитака протеклих месеци није могао да држи положаје; ову рупу ће искористити 5. корпус да заједно са приштапским јединицама АРБиХ уђе у Сански Мост.

## Дан бригаде
У насељу Оштра Лука, сједишту општине Оштра Лука, у периоду од 2007. до данас, гради се спомен обележје за погинуле борце 6. санске лаке пјешадијске бригаде. Сваке године, 28. септембра, општина Оштра Лука обиљежава дан формирања 6. санске лаке пјешадијске бригаде.